# Schoonspringen op de Middellandse Zeespelen
Schoonspringen is een sport die tot en met 1991 op het programma van de Middellandse Zeespelen stond.

## Geschiedenis
Schoonspringen stond in 1955 voor het eerst op het programma van de Middellandse Zeespelen. Er werd om de medailles gestreden op de 3 meterplank en op de toren vanaf 10 meter. Er waren geen vrouwencompetities, aangezien vrouwen pas vanaf 1967 mochten deelnemen aan de Middellandse Zeespelen. In 1967 en in 1971 waren er geen schoonspringers te zien op de Middellandse Zeespelen, maar vanaf 1975 konden zowel mannen als vrouwen strijden om de medailles. In 1991 stond het schoonspringen voor het laatst op het programma.
In totaal won Italië 14 van de 22 titels in het schoonspringen. Hiermee leidt het met ruime voorsprong op Frankrijk en Spanje in het eeuwige medailleklassement.

## Onderdelen

### Mannen
| Onderdeel  | 51 | 55 | 59 | 63 | 67 | 71 | 75 | 79 | 83 | 87 | 91 | 93 | 97 | 01 | 05 | 09 | 13 | 18 | 22 | Totaal |
| ---------- | -- | -- | -- | -- | -- | -- | -- | -- | -- | -- | -- | -- | -- | -- | -- | -- | -- | -- | -- | ------ |
| 3 m plank  |    | •  | •  | •  |    |    | •  | •  | •  | •  | •  |    |    |    |    |    |    |    |    | 8      |
| 10 m toren |    | •  | •  | •  |    |    | •  | •  | •  | •  | •  |    |    |    |    |    |    |    |    | 8      |
| Totaal     | 0  | 2  | 2  | 2  | 0  | 0  | 2  | 2  | 2  | 2  | 2  | 0  | 0  | 0  | 0  | 0  | 0  | 0  | 0  | 16     |

### Vrouwen
| Onderdeel  | 51 | 55 | 59 | 63 | 67 | 71 | 75 | 79 | 83 | 87 | 91 | 93 | 97 | 01 | 05 | 09 | 13 | 18 | 22 | Totaal |
| ---------- | -- | -- | -- | -- | -- | -- | -- | -- | -- | -- | -- | -- | -- | -- | -- | -- | -- | -- | -- | ------ |
| 3 m plank  |    |    |    |    |    |    | •  | •  | •  | •  |    |    |    |    |    |    |    |    |    | 4      |
| 10 m toren |    |    |    |    |    |    |    | •  |    | •  |    |    |    |    |    |    |    |    |    | 2      |
| Totaal     | 0  | 0  | 0  | 0  | 0  | 0  | 1  | 2  | 1  | 2  | 0  | 0  | 0  | 0  | 0  | 0  | 0  | 0  | 0  | 6      |

## Medaillespiegel
| Plaats | Land                           | Goud | Zilver | Brons | Totaal |
| 1      | Italië                         | 14   | 12     | 5     | 31     |
| 2      | Frankrijk                      | 4    | 3      | 3     | 10     |
| 3      | Spanje                         | 2    | 4      | 7     | 13     |
| 4      | Egypte1                        | 1    | 1      | 6     | 8      |
| 5      | Verenigde Arabische Republiek1 | 1    | 1      | 1     | 3      |
| 6      | Joegoslavië                    | 0    | 1      | 0     | 1      |
| Totaal | Totaal                         | 22   | 22     | 22    | 66     |

1: de Verenigde Arabische Republiek werd de facto in 1961 opgeheven toen Syrië eruit stapte en Egypte als enige overbleef. Het land besloot echter de naam Verenigde Arabische Republiek te blijven aanhouden tot 1970. Desalniettemin worden de medailles die de Verenigde Arabische Republiek in 1963 won tegenwoordig in de eeuwige medaillestand toegekend aan Egypte.